# Coremas
Coremas é um município brasileiro do estado da Paraíba, localizado na Região Geográfica Imediata de Patos. De acordo com o IBGE (Instituto Brasileiro de Geografia e Estatística), no ano de 2010 sua população era estimada em 15.418 habitantes. Área territorial de 379 km². Coremas é um importante polo pesqueiro do estado da Paraíba por conter em sua paisagem o maior complexo hídrico do estado: Açude Coremas-Mãe D'Água considerado o maior reservatório de água do estado da Paraíba e o 5º do Brasil com capacidade de 1,4 bilhão de m³ de água. 
O município também sedia uma estação hidroelétrica da Chesf (sendo a única no sertão paraibano), que distribui energia para várias localidades do Sertão.

## Bairros da zona urbana
- Alto da Boa Vista
- Antonio Clementino de Sousa
- Geraldo Virgulino
- Centro
- Cureminha
- Cabo Branco
- Cruz da Tereza
- Pombalzinho
- Lucrenato Ramalho Leite
- Dnocs
- Santo Antônio
- Josefa Dantas Alecrim
- Nova Coremas

## História

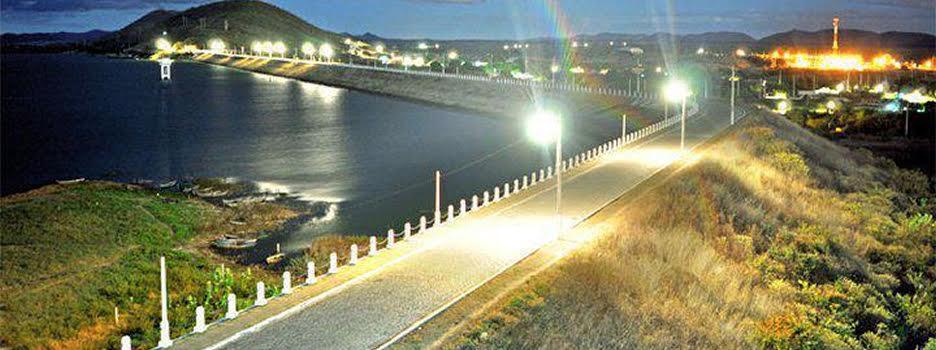
Parede do Açude Estevam Marinho - Foto: Shirley Helane

A região ocupada hoje pela cidade de Coremas foi habitada em seus primórdios por uma numerosa tribo indígena pertencente a nação Cariri. Eram guerreiros valentes e destemidos e por muito tempo resistiram bravamente à entrada de brancos em seus domínios. O grupo de Oliveira Lêdo muitas vezes foi rechaçado pelos índios.
O Coronel Manuel de Araújo Carvalho, sentindo a impossibilidade de dominá-los, resolveu mudar de tática. Recebera ordens de Dom João de Alencastro, governador-geral, para pacificá-los e queria a todo custo cumpri-las. Servindo-se de três índios que foram capturados e dos quais se tornou amigo conseguiu avistar-se com o cacique da tribo e negociou uma paz honrosa para ambas as partes. O fato registrou-se em fins do século XVII. Daí em diante a região começou a ser habitada pelos fazendeiros colonizadores.
A região compreendida como Vale do rio Piancó começou sua colonização e seu povoamento no fim do século XVII, quando o famoso coronel Manuel de Araújo Carvalho, recebendo ordens do governador-geral D. João de Alencastro (1694-1702), conseguiu, depois de muita ousadia e bravura, estabelecer uma pacificação com os valentes índios da tribo Coremas. Porém, as lutas sangrentas que matavam os conquistadores das terras e os índios que nelas habitavam só começaram a diminuir no início do século XVIII, quando as principais tribos da região, os Coremas e Panatis, que se uniram e formaram um forte e organizado quartel para combater os invasores de suas terras, representado aqui pelos portugueses. Com a pacificação da região do rio Piancó, puderam finalmente muitos dos fazendeiros, com grande coragem, destemor e espírito aventureiro, se fixar em suas novas moradias nos longínquos sertões da Paraíba.
Os fundadores de Coremas são os fazendeiros e comerciantes João Soares Evangelista, Manoel Gonçalves Piranhas, Antônio Moreira de Oliveira e Antônio Lucas de Lacerda. Merecem as honrarias por tal empreendimento, uma vez que em suas terras foram erguidas as primeiras casas na área onde hoje situa-se o núcleo urbano. No entanto, Coremas tem sido indiferente com os seus legítimos pioneiros.
A cidade sempre pertenceu ao município de Piancó, aparecendo extra-oficialmente em 1910 nos documentos municipais, já despontando com um total aproximado de 26 casas, muitas delas de taipas para moradias e um incipiente comércio. Oficialmente, surge em 1911, quando da divisão administrativa do Brasil, configurando com o nome de "Curema" - distrito da cidade de Piancó. O município teve sem dúvida seu maior impulso populacional com o início da construção do até então maior açude do Brasil, em meados de 1936, ocasião em que veio residir um contingente considerável de pessoas empregadas na obra.
O pequeno povoado foi fundado com o nome de Boqueirão do Curema, em virtude de sua localização onde o rio Piancó forma um boqueirão. Hoje, neste local, encontra-se erguida a barragem, represando as águas do maior açude da Paraíba e 5º do Brasil.
Não existe uma data correta no limbo da história para afirmar quando ocorreu a fundação da cidade de Coremas. A data hoje conhecida como "Dia da Cidade" é o 4 de abril, uma alusão à data histórica da emancipação política da cidade, ocorrida em data de 4 de abril de 1954.

## Geografia

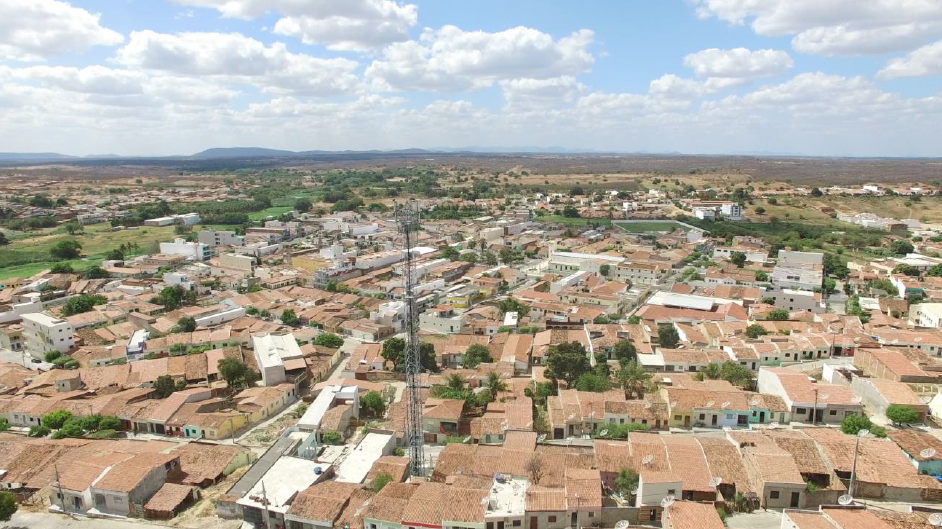
Vista do Centro da Cidade - Foto: Tarciliano

O município está incluído na área geográfica de abrangência do semiárido brasileiro, definida pelo Ministério da Integração Nacional em 2005. Esta delimitação tem como critérios o índice pluviométrico, o índice de aridez e o risco de seca.

## Agricultura
Existe no município, uma atividade agrícola baseada no plantio de culturas de subsistência tradicionais, como o feijão, o arroz, o milho. O solo é considerado proveitoso, um tanto bom para a cultura agrícola. Encontram-se ainda os problemas dramáticos relacionados com as irregularidades das chuvas, pois há anos bem chuvosos, intercalados com longas estiagens, causando reflexos direto na atividade agrícola local. Os agricultores não possuem capital (dinheiro) para investir no setor produtivo, e ainda mais, utilizam técnicas rudimentares no preparo da terra, como as queimadas, conhecidas por todos como "brocagens"; não fazem uso de fertilizantes químicos, nem de máquinas agrícolas modernas.

## Hidrografia
É marcante a presença do rio Piancó na região, ele nasce na Serra Dona Inês, em Conceição, e banha inúmeros municípios, conhecido como o famoso Vale do Piancó, do qual Coremas faz parte. O rio Piancó recebe a contribuição dos seguintes rios ou riachos (seus afluentes): pela margem direita, o riacho da Oiticica, riacho Santana, Piancozinho, rio Gravatá e o rio Genipapo; pela margem esquerda, o rio Santa Maria, riacho da Chatinha e da Cachoeira.

## Pôr do Sol
O Pôr do Sol de Coremas é um dos mais belos do país, eleito o 2º mais bonito do Brasil, por um concurso realizado no Fantástico (Programa da Globo). Perdendo apenas para o por do sol em Presidente Epitácio – São Paulo.

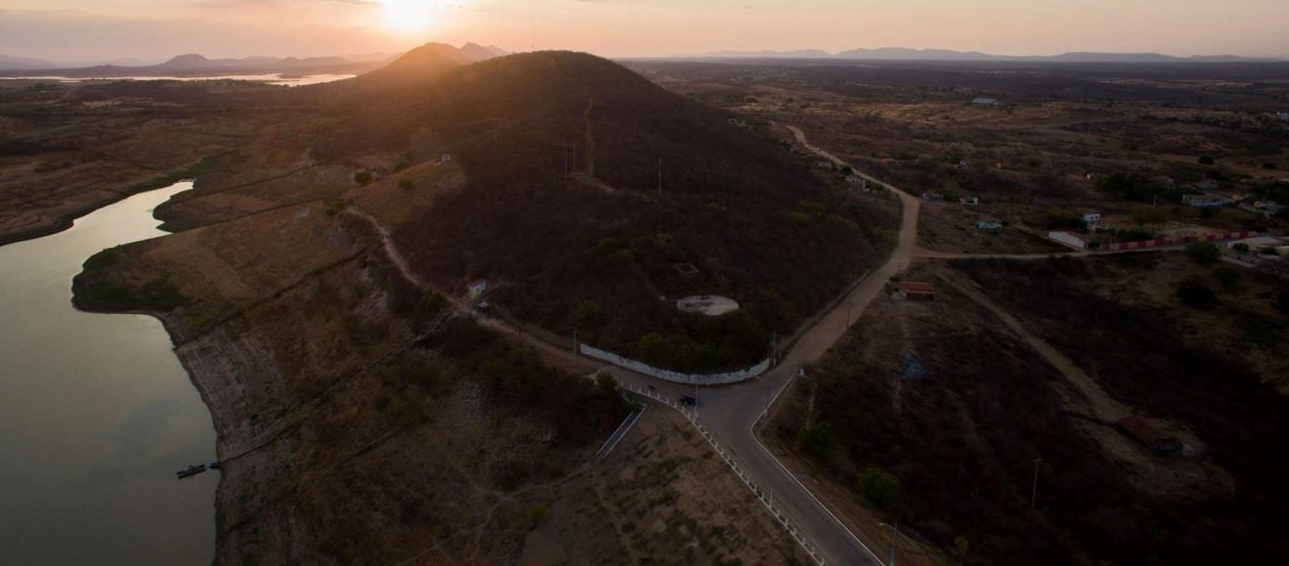
Pôr do Sol na Serra de Santa Catarina - Coremas-PB - Foto: Tarciliano

O por do sol na praia do Jacaré em Cabedelo , onde acontece o famoso bolero do Ravel, terminou a votação na 5ª colocação.

## Turismo
A primeira grande festa que se comemora na cidade é o carnaval (normalmente no mês de fevereiro), é uma paixão de todo brasileiro, e não poderia ser diferente aos coremenses. No início, as festividades foram realizadas na pracinha do DNOCS, com grande participação dos funcionários públicos ligados ao açude, e muitas outras pessoas vindas da cidade, principalmente os filhos de famílias influentes, muitos comerciantes, os profissionais liberais, os políticos, etc. Este local foi palco sagrado de inúmeras outras festas durante a década de 50, até os 70 (quando foi inaugurado o clube da cidade - ACRC em 1971). A cidade de Coremas sempre comemorou o carnaval de forma exultante e grandiosa, tanto que hoje é a maior dentre as realizadas no sertão paraibano, e ainda tem muito para crescer, na medida que a cidade toma consciência do imenso potencial turístico a desenvolver.

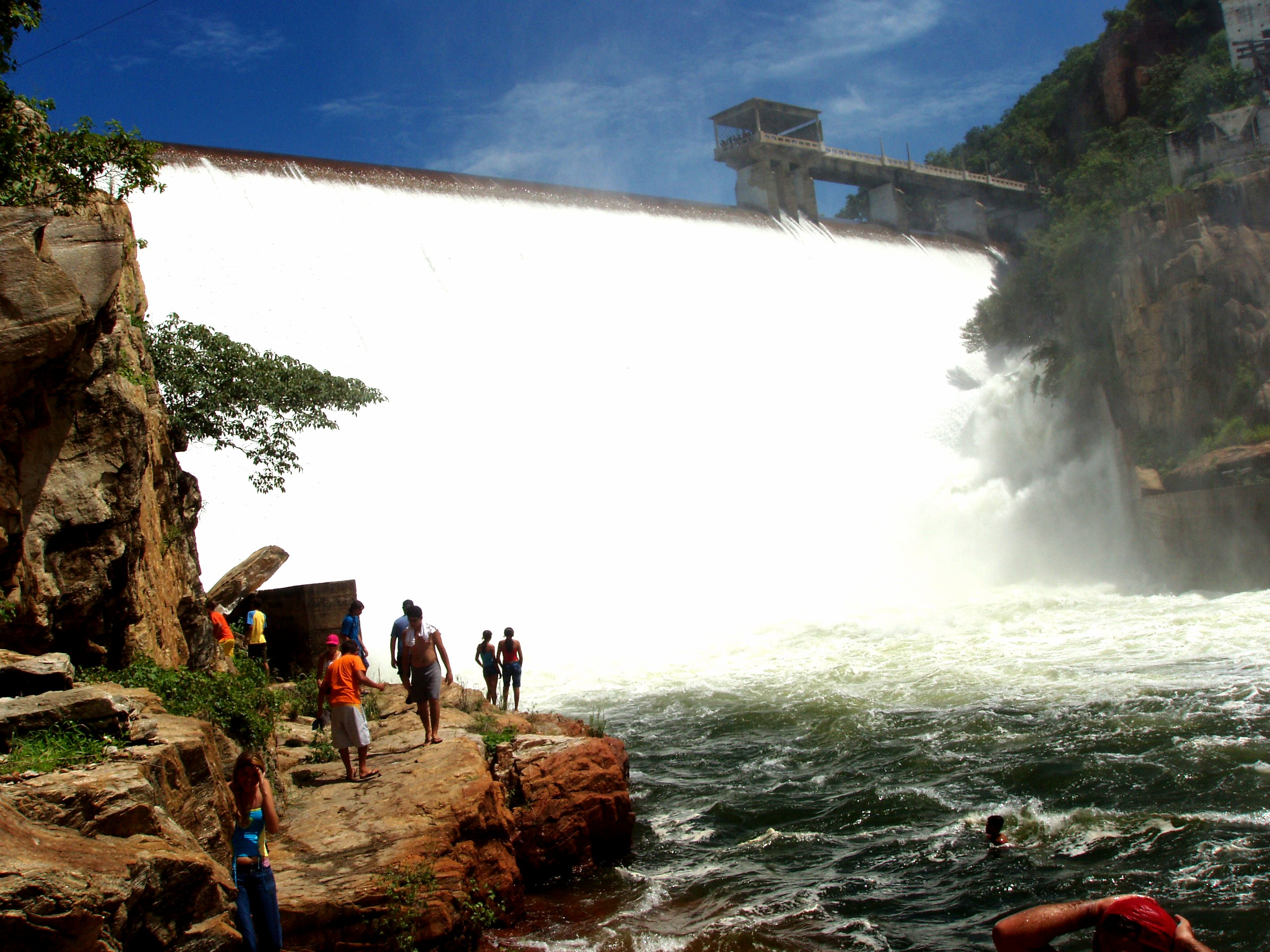
Sangria do Açude Mãe d'água

Atualmente Coremas está inserida no mapa estadual de turismo rural, com vários pontos a serem destacados como a Sangria do Açude Mãe D'água, Capela de Santa Terezinha, Parede do Açude Estevam Marinho, Praças Centrais, Rios e pequenas cachoeiras, trilhas na caatinga e muito mais.

## Religião
A cidade de Coremas conta com uma vasta lista de denominações religiosas. Contudo, o catolicismo se destaca no município por sua importância histórica e cultural na sociedade coremense. Existe a imponente Igreja Matriz dedicada a Santa Rita de Cássia, construída em 1860. Além desta, existe a Capelinha de Santa Terezinha, construída pelos trabalhadores do DNOCS aos pés da Serra de Santa Catarina durante a construção da represa "Curema".

## Esporte
A área esportiva no município coremense está sendo bastante investida nos últimos anos. Na área urbana, por exemplo, existe o Ginásio Poliesportivo "O Pereirão", construído na gestão do ex-prefeito Edilson Pereira, e o Estádio Municipal "O Silvão". Entre os principais times de Coremas, encontramos:
• SOCIEDADE ESPORTIVA 4 DE ABRIL
• COREMAS ESPORTE CLUB
• CABO BRANCO ESPORTE CLUBE
• SANTA RITA ESPORTE CLUBE
• REAL MASTER F.C.
• DNOCS ESPORTE CLUBE

## Prefeitos eleitos na cidade de Coremas
RENATO RAMALHO LEITE
- 1954 a 1955

ANTONIO LOPES FILHO
- 1955 a 1959
- 1963 a 1969
- 1973 a 1977

OTACÍLIO RODRIGUES DOS SANTOS
- 1960 a 1963

NEWTOM SOBREIRA LIRA
Eleito em 15 de novembro de 1968
LUCRENATO RAMALHO LEITE
- 1969 a 1972
- 1977 a 1982

JOÃO DA SILVA
- 1983 a 1988
- 1993 a 1996

JOSÉ HILTON LOPES
- 1989 a 1992

ANTONIO CARLOS CAVALCANTI LOPES
- 1997 a 2004
- 2013 a 2016

EDILSON PEREIRA DE OLIVEIRA
- 2005 a 2012

FRANCISCA DA CHAGAS ANDRADE DE OLIVEIRA
- 2017 a 2021

IRANI ALEXANDRINO DA SILVA
- 2021 a 2024
- EDILSON PEREIRA DE OLIVEIRA
- 2025 a 2028